# روب دراموند
روب دراموند هو لاعب هوكي الجليد كندي، ولد في 19 فبراير 1986 في لندن في كندا.

## وصلات خارجية
- روب دراموند على موقع دوري الهوكي الوطني (الإنجليزية)
- روب دراموند على موقع EliteProspects.com (الإنجليزية)
- روب دراموند على موقع HockeyDB.com (الإنجليزية)